# Paul Biedermann
Paul Biedermann (Halle, 1986. augusztus 7. –) kétszeres világbajnok német gyorsúszó.

## Pályafutása
A 2008-as úszó-Európa-bajnokságon 200 m-es gyorsúszásban aranyérmet szerzett 1:46.59 perces idejével. 400 m-es gyorsúszásban 3:47.69 perces, míg 200 m-es gyorsúszásban 1:46.37 perces idővel kvalifikálta magát a 2008. évi nyári olimpiai játékokra. Az olimpián 200 m gyorson az ötödik lett (1:46.00), míg 400 m gyorson végül a 18. helyen végzett (3:48.03).
2009. július 26-án a 2009-es úszó-világbajnokságon a 400 m-es gyorsúszás döntőjében 3:40.07 perces idejével egy századmásodperccel megdöntötte Ian Thorpe 2002-es rekordját, és világbajnok lett a számban. Július 28-án megszerezte második világbajnoki címét is, a 200 m-es gyorsúszás döntőjében 1:42.00 perces világrekorddal előzte meg a címvédő Michael Phelpset. Augusztus 2-án a 4x100 méteres vegyes váltó tagjaként ezüstérmet szerzett a 2009-es világbajnokságon. A 2008-as év végi világranglistán 200 m gyorson a 9., 400 m gyorson pedig az összetett 21. helyén rangsorolták.

## Eredményei
- Olimpiai játékok:
  - 5. helyezett (200 m gyors): 2008 (1:46,00)
  - 18. helyezett (400 m gyors): 2008 (3:48,03)
- Világbajnokság:
  - Aranyérmes (200 m gyors): 2009 (1:42,00 – világrekord)
  - Aranyérmes (400 m gyors): 2009 (3:40,07 – világrekord)
  - Ezüstérmes (4 × 100 m vegyes váltó): 2009 (3:28,58)
  - Bronzérmes (400 m gyors): 2011 (3:44,14)[4]
- Európa-bajnokság:
  - Aranyérmes (200 m gyors): 2008 (1:46,59)
- Rövid pályás Európa-bajnokság:
  - Aranyérmes (400 m gyors): 2008 (3:37,73 – Európa-bajnoki rekord)
  - Aranyérmes (400 m gyors): 2010 (3:39,51)
  - Ezüstérmes (200 m gyors): 2007 (1:43,60)
  - Ezüstérmes (400 m gyors): 2007 (3:38,76)
  - Bronzérmes (400 m gyors): 2005 (3:39,88)